# Рассказы 1922—1924 годов
«Расска́зы 1922—1924 годо́в» — цикл рассказов Максима Горького, написанных в 1922—1924 годах. Писался Горьким во время послереволюционной эмиграции: Горький пересматривал свои творческие методы, что выразилось в экспериментах с психологизмом и модернистскими приёмами, а кроме того, цикл отразил тогдашнее критичное отношение Горького к большевикам и скепсис к свершившимся событиям, и часть рассказов посвящены революциям и Гражданской войне в России; Горький считал цикл подготовкой к работе над романом «Жизнь Клима Самгина», будущему своему самому значительному произведению — романе о России и интеллигенции от 1870-х годов до начала Гражданской войны. В СССР цикл считался плодом «идейных заблуждений» писателя и влияния на него Достоевского. Рассказы из цикла публиковались крайне редко, а полностью он печатался только в составе собраний сочинений Горького. В сталинскую эпоху цикл замалчивался в литературоведении. Часть рассказов печаталась в журнале «Беседа», отдельной книгой в полном составе впервые издан берлинским издательством Kniga в 1925 году.

## История создания
Во время революции Горький публикует цикл статей «Несвоевременные мысли», в которой резко осуждает проводимую большевиками политику. После Октябрьской революции Горький обретает пессимистические настроения и уезжает за границу; в 1922 году начинается травля Горького за публикацию в защиту эсеров. 21 апреля 1923 года Горький писал Ромену Роллану, комментируя процесс эсеров и суды над священниками в марте—апреле 1923 г: «Я хочу писать, много писать и не чувствую ни малейшего желания возвращаться в Россию. Я не мог бы писать, если бы вынужден был всё своё время тратить на то, чтоб непрерывно повторять: "Не убий". Убийца всегда подлец, но когда он выполняет это в целях пропаганды, то он в сто крат подлее! А террор в России всё увеличивается». В это время Горький считает нужным поменять манеру письма: «я слишком увлекаюсь их внешней необычностью, и это делает меня рассказчиком, а не исследователем... тайн человеческой души, загадок жизни». В это время он сближается с модернистским направлением: в послереволюционных отмечают приёмы, близкие символизму, импрессионизму, экспрессионизму и авангарду. Одним из первых результатов творческих поисков Горького становятся новые рассказы, которые он объединит в цикл «Рассказы 1922—1924 годов». Позже Горький напишет более традиционный роман «Дело Артамоновых», а эксперименты продолжит в повести «Сон» и романе «Жизнь Клима Самгина».

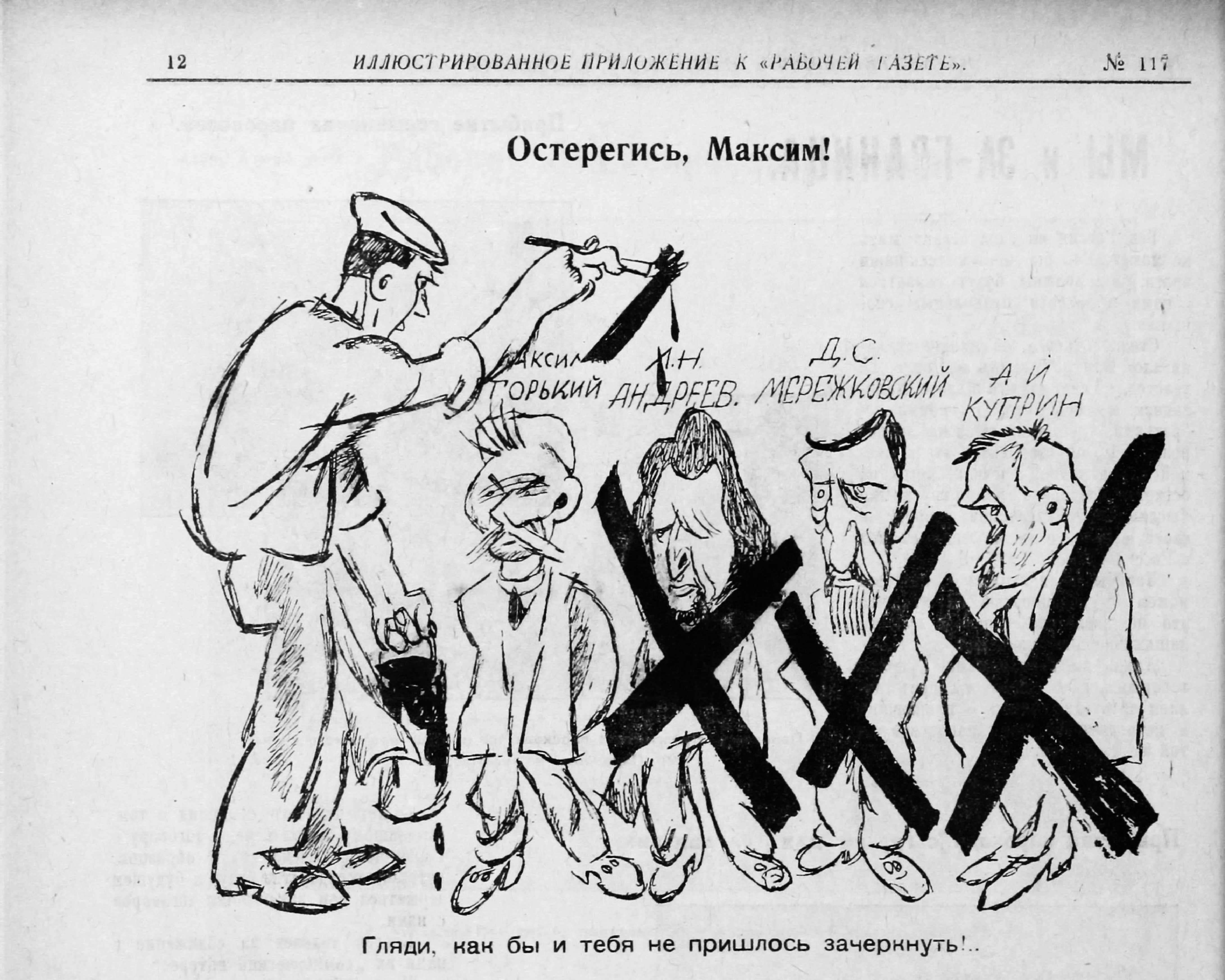
Карикатура на Горького, напечатанная после публикации открытых писем об эсерах. «Зачёркнутые» писатели — А. Куприн, Д. Мережковский и Л. Андреев.

Окончательно замысел цикла рассказов оформился к концу 1923 года.
Уже перед изданием книги в письме Крючкову Горький напоминал о композиции цикла: «Пожалуйста: "Рассказ о необыкновенном" — в конец книги, это совершенно необходимо, книга начинается "Отшельником" и будет кончена убийством отшельника. Не забудьте об этом!»
25 марта 1928 года он писал В. Я. Зазубрину: «"Рассказы 22—24-го гг."— моя попытка обрить некоторую внутреннюю лохматость Горького и, в то же время, это — ряд поисков иной формы, иного тона для "Клима Самгина",— работы очень трудной и ответственной. Лично для меня поиски эти я считаю очень полезными...»

## Сюжет

### Отшельник
Савёл — бывший пильщик, ныне — отшельник, с которым неназванный рассказчик проводит несколько дней. Савёл питается рыбой и едой, которую ему приносят жители недалеко находящейся деревни. Савёл рассказывает, что пильщиком он работал семнадцать лет, пока пустили «слушок, будто я изнасилил» собственную дочь и не начали её травить; жена тогда «своей смертью померла». Длительное время Савёл находился под следствием, но одна из его любовниц убедила дочь на суде сказать, что она «сама себе вред сделала, а я — не виноватый». Его отпускают, и Савёл становится отшельником. Среди местных жителей он находит популярность как «утешитель», подобно Луке из «На дне». В конце рассказчик приходит от старика в восторг: «Это — святой человек, обладающий сокровищем безмерной любви к миру?»

### Рассказ о безответной любви
Рассказчик заходит к лавочнику Торсуеву, и тот ему рассказывает историю своей жизни. Ещё в молодости Торсуев, сын «известного мыловара» влюбляется в актрису Ларису Добрынину. Он добивается её внимания, однако попадает в нездоровую зависимость от неё; подобно некоторым другим мужчинам, он превращает свою жизнь в унижение перед ней; Торсуев надеется, что однажды Добрынина ответит ему взаимностью. Торсуев селится с ней и доживает до её смерти, после чего издаёт серию открыток с её портретами; помимо одной такой открытки, Торсуев хранит у себя и букет засохших цветов, «которые она последними держала в руках».

### Рассказ о герое
Рассказчик — замкнутый и запуганный человек, с молодости привыкший бояться окружающего мира, затем научившийся со страхом, презрением и ненавистью смотреть на других людей. От учителя истории Милия Новака он уясняет, что люди делятся на два вида — народные массы, «желающие только одного: увеличить внешние удобства жизни» и героев — единиц — выдающихся исторических личностей, которым толпа служит; Новаку предлагают работу в Петербурге «в министерстве», и он уезжает. Со страхом восприняв революцию 1905 года, рассказчик решает податься в охранку; Новак к тому времени успел стать известным монархистом и видным чиновником, в ведение которого также входит и тайная полиция; Новак утверждает, что «именно монархия, безжалостная, бестрепетная власть, — всего быстрее может привести нас к анархии, безвластию, к абсолютной свободе личности» и устраивает рассказчика на службу в Петербург; считая себя представителем масс, рассказчик решает, что Новак — тот самый герой, которому он должен поставить на службу свою жизнь. Тем не менее, происходит Февральская революция, и рассказчик попадает в тюрьму. Он разочаровывается в Новаке и теряет из-за этого смысл жизни: «Теперь я сам бандит. Могу быть палачом. Всё равно».

### Рассказ об одном романе
Персонажи незавершённых произведений посредственного писателя Антипы Фомина обсуждают себя, своего создателя и его литературное творчество.

### Карамора
Революционер Пётр Каразин по кличке Карамора, находящийся в тюрьме в ожидании смертной казни за работу на охранку, пишет записки, в которых описывает свою карьеру революционера и рефлексирует. Анализируя себя, Карамора приходит к выводу, что к революции он относился лишь как к авантюре, а во время работы на охранку им двигало прежде всего удовольствие от совершаемой «подлости», сознание аморальности своих действий и «вопрос: почему люди так шатки, неустойчивы, почему они с такой лёгкостью изменяют делу и вере»; от своего начальника Карамора уясняет, что «никакой социальной совести нет, сознание связи между людьми — выдумка, и вообще ничего нет, кроме людей, каждый из них стремится жить за счёт сил другого, и это дано навсегда»; Карамора считает, что его история — подтверждение этой мысли, и надеется, что в этих записках он сможет на примере себя разоблачить человека как такового: «Ничего нет, всё выдумано, всё лживо, а я призван открыть ложь, я первый, кто должен открыть людям, что все они обмануты, жизнь действительно голая, зверячья борьба, и незачем сдерживать, главное, нечем сдержать эту борьбу. Я первый открыл, что у человека нет сил протестовать против подлости в себе самом, да и не надо протестовать против её: она — законное и действительное орудие взаимной борьбы».

### Анекдот
К умирающему купцу Быкову приходит племянник Сомов — единственный наследник. Кроме Якова с Быковым остаётся только горбатый слуга Кикин; умирающий Быков не может выйти за пределы дома. Отношение Быкова к Сомову противоречиво: то ему видится хороший, но неопытный молодой человек, то он становится плохим наследником, которому жалко отдавать наследство; из-за речей Сомова о том, что христианство противоречит частной собственности, и что последняя вредна для души, Быков подозревает в нём хитрого интригана, который хочет сразу уговорить отдать наследство ему, но иногда он ему кажется искренним: «Глаза у него тоже двойные: иногда ими смотрит родной, хороший парень, но чаще, остановясь неподвижно, они смотрят тупо, не видя, — такими они бывают всегда, когда он говорит свою ересь». С тех пор, как у Быкова селится Сомов, Кикин кажется менее робким и болезненным. Скоро от них Быков узнаёт, что в городе происходят массовые выступления против самодержавия и социального строя, в том числе требования равного передела со стороны крестьян; Сомов говорит, что он за «всенародное ущемление совести» и отказ от собственности. В споре Быков рассуждает: «В Христову пору и людей было немного и хотели они малого, а и то на всех не хватило. А теперь мы стали жаднее, нас — множество и всякому — всего надо... Сначала, значит, надо наработать, накопить всего, потом — дели всем поровну и даже уродам... Чтобы никакой бедности и грязи не было и греха не было бы ни тени. Так-то. Все - сыты, каждый живёт как умеет, никто на тебя со злобой, с завистью не лезет. Каждый сам себе свят. Вот! Именно так: каждый человек сам себе - святой!» Выразив мысль, Быков начинает смотреть на себя иначе, с сочувствием смотрят Сомов и Кикин, мысль о смерти уже так не пугает. Утром начинается стрельба, Быков узнаёт, что Сомов присоединился к восстанию; из окна Быков кидает в людей предметы вместе с сестрой милосердия и кричит солдатам заколоть спрятавшегося Кикина.

### Репетиция
На репетиции спектакля по пьесе «Дорога избранных» происходит конфликт между режиссёром, драматургом и актёрами из-за разногласий.

### Голубая жизнь
Главный герой — замкнутый молодой человек Константин Миронов, воспринимающий реальность через звуки и музыку; после смерти чудаковатого отца Миронов полностью уединяется. Его жизнь представляет собой идиллию, которой он наслаждается, пока с ним не селится Столяр. Столяр разрушает идеальный мир главного героя и сводит его с ума, после чего Миронов попадает в психбольницу. Всё это слышит рассказчик от психиатра, после чего решает навестить Миронова. К этому времени Миронов уже потерял своё необычное восприятие и любовь к музыке и работает переплётчиком.

### Рассказ о необыкновенном
Рассказчик слушает рассказ красноармейца Якова Зыкова о своей жизни. Сперва сельский пролетарий Зыков попадает в тюрьму из-за ошибки в документах, а затем становится солдатом в Первой мировой войне; всё это время у него «шевелятся мысли», и войну он проходит уже убеждённым сторонником большевиков; в Гражданской войне он видит шанс исполнить свои мысли, главная из которых — вред всего «необыкновенного», особенного и исключительного: «...всё на свете надобно сравнять, особенное, необыкновенное — уничтожить, никаких отличий ни в чём не допускать, тогда все люди между собой - хотят, не хотят — поравняются и всё станет просто, легко. Обратить всех жителей земли в обыкновенных людей, а сословия, — попов, купцов, чиновников и вообще господ, - запретить, уничтожить особым законом. И чтобы никто не мог купить у меня ни хлеба, ни работы, ни совести»; особенно Зыков не любит стариков. Последовательно «упрощая» реальность, Зыков натыкается в одном селе на «необыкновенного» старика — отшельника, похожего на отшельника из первого рассказа: «ложки режет, святым притворяется». В отличие от отшельника из первого рассказа, этот старик занимается и политической пропагандой и владеет пасекой: «он с начала революции бубнил против её, а когда у него пасеку разорили — совсем обозлился»; его очень уважают местные крестьяне, скрывающие враждебность к большевикам; крестьяне считают старика своим лидером и тайно линчуют красноармейцев. Зыков идёт к старику, надеясь надавить на него, чтобы он прекратил «мутить», однако разговор приводит лишь к тому, что «все на селе избычились, будто не видят меня». Три дня Зыков прячется, после чего ночью вламывается к старику и убивает его собаку и его самого, а затем сбегает из деревни; нашедшим его белогвардейцам он говорит, будто сбежал от большевиков.

## Цикл в СССР
В последующие годы критики и литературоведы почти не обращались к «Рассказам 1922—1924 годов» вообще, к «Караморе» в частности. Лишь в самые последние годы, не отрицая, что на этой книге, так же как и на других, написанных Горьким в начале 1920-х годов, заметен отпечаток некоторых заблуждений, испытанных писателем на раннем этапе социалистической революции, — советские ученые раскрыли глубину содержания и художественные достоинства этих произведений Горького.— Полное собрание сочинений, 1973
Тревогу по поводу происходящего в этом лагере почувствовал только Горький: автор «Несвоевременных мыслей» понял, что «народ должен много потрудиться для того, чтобы приобрести сознание своей личности». В «Рассказах 1922–1924 гг.» он, продолжая традиции Достоевского и Короленко, стремится показать своеобразие личности независимо от её социального положения, политических убеждений. Главным для писателя является интерес к необычному человеку, эстетизация его оригинальности, как, например, в послереволюционном рассказе «Карамора». Прослеживая путь героя от подвига к предательству, писатель раскрывает азартность и страстность натуры героя, чувство превосходства над людьми, безверие, стремление к власти, игру и любопытство как движущую силу его поступков, однако эта сторона советской литературы, в том числе и послеоктябрьского творчества Горького, актуализирована лишь в последние десятилетия.История русской литературы, 2014
.

## Отзывы и критика
- Нина Берберова, «Курсив мой» (1966): «Эти годы, между приездом его из России в Германию и "Артамоновыми", были лучшими во всей творческой истории Горького. Это был подъем всех его сил и ослабление его нравоучительного нажима. В Германии, в Чехии, в Италии, между 1921 и 1925 годом, он не поучал, он писал с максимумом свободы, равновесия и вдохновения, с минимумом оглядки на то, какую пользу будущему коммунизму принесут его писания. Он написал семь или восемь больших рассказов как бы для себя самого, это были рассказы-сны, рассказы-видения, рассказы-безумства»[5][6].
- Наум Лейдерман, «Непрочитанный Горький» (2008): «"Рассказы 1922—1924 годов" писались практически одновременно с "За<метками> из дневника". Здесь мысль Горького совершает новый поворот: писатель делает объектом художественного постижения самую сложность человеческого характера — ее природу, ее вариативность, ее динамику, но под тем же философским углом зрения — поиском человеком такой позиции в жизни, которая обеспечивала бы внутреннее равновесие, была бы оправданием его существования на земле»[7].
- Дмитрий Быков, «Был ли Горький?» (2012). Ядром цикла, как пишет Быков, являются «Рассказ о необыкновенном» и «Отшельник», где Горький единственный раз в своём творчестве обратился к теме Гражданской войны в России. Октябрьская революция и последующая Гражданская война предстают в книге событиями всеобщей плоской рационализации и деградации, метафорами низведения явлений необыкновенного и гуманного — к примитивному и жестокому[8].